# Gonzalo Castellani
Gonzalo Pablo Castellani, argentinski nogometaš, * 10. avgust 1987, Buenos Aires, Argentina.
Od leta 2020 je član čilskega kluba Unión La Calera, pred tem je igral tudi za Villarreal, Godoy Cruz in Boca Juniors.